# Alfred Richet

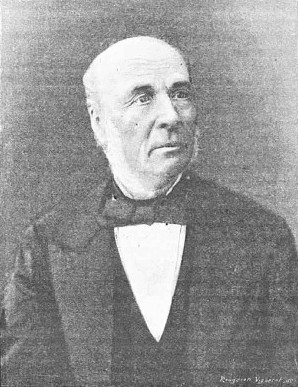

Louis Dominique Alfred Richet (Dijon, 16 maart 1816 - Carqueiranne, 30 december 1891) was een Frans arts en chirurg.
In 1835 begon Alfred Richet aan zijn studie geneeskunde in Parijs. Vanaf 1847 was hij verbonden aan de Parijse faculteit geneeskunde en in 1872 werd hij professor chirurgie, met praktijk in het Hôtel-Dieu ziekenhuis.
In 1866 werd Richet benoemd tot lid van de Académie de Médecine en in 1879 werd hij ook voorzitter. In 1883 werd hij lid van de Académie des Sciences als vervanger van Sédillot. In 1848 werd hij Ridder van het Légion d'honneur en in 1872 werd hij ook Commandeur van die orde. Dit was wegens zijn rol tijdens het Beleg van Parijs tijdens de Frans-Pruisische Oorlog.
Hij overleed in zijn buitenverblijf, het kasteel van Carqueiranne. Zijn zoon Charles Richet volgde in de voetsporen van zijn vader.